# Teatro Nacional Mohamed V
O Teatro Nacional Mohamed V (em francês:  Théâtre national Mohammed-V, TNM), denominado inicialmente de forma oficial e na actualidade de forma coloquial como Teatro Mohamed V, é o maior teatro de Marrocos e a primeira construção teatral edificada depois da independência do país. Criado em 1962, está localizado no centro de Rabat, a capital de Marrocos, perto da medina e da avenida Mohamed V.

## História
Concebido a partir de um projecto do ministério dos Habús, cujos fundos serviram para sua construção, foi finalizado em 1961 e foi inaugurado no dia 14 de março de 1962 pelo rei Hasán II com a denominação de «Teatro Mohamed V», em homenagem a seu pai falecido Mohamed V. Foi-lhe atribuído um estatuto onze anos mais tarde por um dahir (real decreto) dode 22 de fevereiro de 1973, convertendo-o num «estabelecimento público dotado de personalidade moral e de autonomia financeira […] sob a tutela administrativa da autoridade responsável dos assuntos culturais» —que então era o Ministério dos Habús, dos Assuntos Islâmicos e da Cultura, e que na actualidade é o Ministério de Cultura— sob o nome de «Teatro Nacional Mohamed V».

## Companhia do Teatro Nacional
Os comediantes da Companhia do Teatro Nacional, cujas obras são postas em cena por Abdellatif Dechraoui, são Mohamed Al Jem, Nezha Regragui, Souad Khouyi, Fatiha Watili, Hind Chahboune, Ziz Maouhoub e Mohamed Khaddi (dados de dezembro de 2014).